# Пилгримиди
Пилгримидите (на немски: Pilgrimiden; Pilgrims-Familie) са благороднически род в Бавария. Те са заселени първо около Фрайзинг и дават фогтите на манастира.
Основател на рода е Одалкер като баща или чичо на един Котаперхт, който се предполага е баща на първия Пилгрим. Те притежават земи между реките Абенс, средна Ампер и Глон.
Пилгрим става също име на по-късно влиятелните Арибони.
Известни от фамилията:
- Пилгрим I, граф на Семпт (* ок. 890; † сл. 950)
  - Попо I фон Рот, граф на Семпт (* ок. 920; † сл. 960/980)
    - Пилгрим III († 1039)
- Попо II фон Рот, граф на Семпт 1002/1003-ок. 1040
  - Куно I фон Рот († 1086), пфалцграф на Бавария
    - Куно II фон Рот († 1081 в битка), син на Куно I
    - Ирмгард фон Рот († 1101)

  - Попо († 1048), епископ на Бриксен = Папа Дамас II (1048)
  - Пилгрим IV († 1055)